# La bémol majeur

L'accord parfait de la bémol majeur se compose des notes suivantes : la♭, do, mi♭.

La tonalité de la bémol  majeur se développe en partant de la note tonique la bémol. Elle est appelée A-flat major en anglais et As-Dur dans l’Europe centrale.
L'armure coïncide avec celle de la tonalité relative fa mineur.
L’échelle de la bémol majeur est : la♭, si♭, do, ré♭, mi♭, fa, sol, la♭.
- tonique : la♭
- médiante : do
- dominante : mi♭
- sensible : sol

Altérations : si♭, mi♭, la♭, ré♭.

## Compositions célèbres en la bémol majeur
- Sonate pour piano no 12 (1802) et no 31 (1822) de Beethoven
- Plusieurs valses de Chopin :
  - Grande Valse brillante, op. 34 no 1 (1835)
  - Grande Valse nouvelle, op. 42 (1840)
  - Valse op. 64 no 3 (1847)
  - Valse op. 69 no 1, « Valse de l'adieu » (posthume)
  - Valse en la bémol majeur op. posthume
- Intermezzo de la Symphonie no 3 de Robert Schumann (1850)
- Liebesträume no 3 de Liszt (1850)
- De nombreuses scènes de Rigoletto de Verdi (1851)
- Quatuor à cordes no 14 de Dvořák& (1895)
- Symphonie no 1 d'Elgar (1907)
- Quatuor à cordes no 10 de Chostakovitch (1964)
- I Want You Back de The Jackson Five (1969)